# Ernesto Rottger
Ernesto Alfredo Rottger (Buenos Aires, 26 de julio de 1904-27 de septiembre de 1999) fue un militar perteneciente al Ejército Argentino, que ocupó de facto el cargo de Ministro de Asistencia Social durante la dictadura Eduardo Lonardi durante la autodenominada Revolución Libertadora entre el 23 de septiembre y 13 de noviembre de 1955. Alcanzó la jerarquía de General de Sanidad.

## Biografía
Ingresó al Ejército, llegando a dirigir la Dirección de Sanidad de aquella fuerza. Se especializó en medicina clínica.

### Actuación como ministro
Al asumir como ministro de facto ostentaba la jerarquía de Coronel, y se le encomendó como tarea eliminar cualquier símbolo vinculado con el peronismo la tarea se centra sobre todo en el legado de la obra de la Fundación Eva Perón. Cada Hogar fue intervenido por Comandos Civiles que, en el caso de la Clínica de Recuperación Infantil Termas de Reyes, de Jujuy, llegaron al extremo de expulsar a los niños para dejar inaugurado allí, muy poco después, un casino de lujo.Según relevaron Viviana Demaría y José Figueroa, en una extensa investigación histórica publicada en la Revista El Abasto, en Mendoza los golpistas tiraron al río toda la vajilla y cristalería, que había sido importada de Finlandia y Checoslovaquia, con la que habían comido los niños internados. En todo el país, además de la destrucción de los pulmotores se ordenó romper todos los frascos de sangre de los hospitales de la Fundación. Finalmente, se produjo el asalto militar sobre la Escuela de Enfermeras fundada por Carrillo, y con su cierre definitivo.Fueron confiscados todos los muebles de los hospitales, hogares para niños y hogares de tránsito. Fue también desalojada la Ciudad Estudiantil Presidente Juan Perón fue convertida en un centro de detención donde fueron encerrandos y torturados diferentes miembros del gobierno constitucional derrocado. Decenas de pulmotores fueron destruidos. Se quemaron en los patios de la fundación y en presencia de los niños allí alojados, frazadas, sábanas, colchones, pelotas y juguetes porque llevaban el logo FEP y toda la vajilla en la que comían los niños fue tirada al río.
Desde septiembre de 1955, la Dirección de Asistencia Integral sostuvo el objetivo de intervenir, desmantelar y disolver toda la obra de la Fundación Eva Perón.
Decenas de pulmotores fueron destruidos por la misma razón. Pocos meses después, ya durante la dictadura de Pedro Eugenio Aramburu una gravísima epidemia de polio se abatió sobre el país. Muchos chicos argentinos murieron por falta de aquellos aparatos y, ante la tragedia tuvieron que importar veintiún pulmotores desde los Estados Unidos.  Se quemaron en los patios de la fundación y en presencia de los niños allí alojados, frazadas, sábanas, colchones, pelotas y juguetes porque llevaban el logo FEP y toda la vajilla en la que comían los niños fue tirada al río.